# Prodiamesa olivacea
Prodiamesa olivacea är en tvåvingeart som först beskrevs av Johann Wilhelm Meigen 1818.  Prodiamesa olivacea ingår i släktet Prodiamesa och familjen fjädermyggor. Arten är reproducerande i Sverige. Inga underarter finns listade i Catalogue of Life.